# Robert Ward Phillips
Robert Ward Phillips dr. (Peoria, Illinois, 1929. január 21. – Fort Collins, Colorado, 2013. február 26.) amerikai orvos, űrhajós.

## Életpálya
1946-ban szülővárosában, Peoriában érettségizett. A koreai háború idején behívták a hadseregbe, ahol főhadnagyi (first lieutenant) rangig emelkedett. A katonai szolgálat után egy farmon állatokat tartott Montanában.
1959-ben a Coloradói Egyetemen (Colorado State University) táplálkozástudományi alapképzésben részesült, majd 1961-ben ugyanezen az egyetemen állatorvosi diplomát szerzett. 1965-ben a kaliforniai Davis városban található Kaliforniai Egyetemen (University of California) táplálkozási élettani Ph.D. vizsgát tett.
1964-től a Coloradói Egyetem élettani tanszékének oktatója volt, emellett kutatásokat végzett. 1967-ig az egyetem adjunktusa, 1967–1971 között docense, 1971-től a fiziológia professzora volt. Vezető kutatóként dolgozott a NASA Freedom űrállomás programjában. 1984. január 9-től a Lyndon B. Johnson Űrközpontban részesült űrhajóskiképzésben. 1987-ben az SLS–2 misszióban a Spacelab 4 űrhajósa lett volna, azonban ezt a missziót a Challenger űrrepülőgép katasztrófája miatt leállították. Ezt követően a hasonló jellegű SLS–1 űrhajós kiképzésbe vonták be. Ennek során három évet töltött a NASA washingtoni központjában, mint tudományos igazgató. 1989-ben a Columbia STS–40 misszió hajózó személyzetébe választották, de egy orvosi vizsgálaton nem ment át, ezért csak tartalékként, mint rakományfelelős vették számításba.
1991. június 14-én vonult szolgálati nyugállományba, de 1994-ig még az SLS projektben dolgozott. 1998 és 2012 között a Mark Morris Intézet igazgatótanácsában dolgozott, amelynek fő tevékenysége az volt, hogy pontos és naprakész információkat szolgáltasson a hallgatóknak és az állatorvosoknak a kisállatok klinikai táplálkozásáról. 1999-től a Coloradói Egyetem élettani tanszékének professzora volt Fort Collinsban, ahonnan 2005-ben vonult nyugállományba, de továbbra is részt vett az űrutazások népszerűsítésében, hogyan változik az élet az űrutazásokban.
Fort Collinsban tagja volt a Senior Tanácsadó Testületnek (Senior Advisory Board), a Senior Center Expansion Committee-nek, elnöke volt a Expansion Grant Writing Albizottságnak és tagja volt a Kerékpár tanácsadó bizottságnak. Az Amerikai Állatorvos-egészségügyi Egyesület, az Amerikai Élettani Társaság és az Amerikai Táplálkozástudományi Intézet tagja volt.
Felesége Nancy Berens volt, négy gyerekük született, három fiú (Alexander és Blade (1962), Robert (1965)) és egy lány (Logan, 1968) született. Emléküket a Dr. Robert and Nancy Phillips alapítvány őrzi.

## Publikációi
Mintegy 130 tudományos publikáció szerzője és két szabadalom birtokosa volt. A Grappling with Gravity című könyv szerzője.

## Tartalék személyzet
STS–40, a Columbia űrrepülőgép 11. repülésének küldetés rakományfelelőse.